# Перелюб (Саратовская область)
Перелюб — село в Саратовской области, административный центр Перелюбского района и сельского поселения Перелюбское муниципальное образование.

## История
Основано село в 1848 году крестьянами — выходцами из местности, где ныне расположена Черниговская область.
Согласно Списку населённых мест Российской империи по сведениям за 1859 год казённое село Перелюб находилось на Уральском торговом тракте и относилось к Николаевскому уезду Самарской губернии. В селе проживали 545 мужчин и 436 женщин, имелась церковь. В Списке населённых мест Самарской губернии по сведениям за 1889 год значится в составе Смоленской волости. Население села составляли русские и малороссы, всего 1695 человек, за селом числилось 23351 десятина удобной и 2435 десятин неудобной земли. Согласно переписи 1897 года население села составляло 3579 жителей
Согласно Списку населённых мест Самарской губернии 1910 года село Перелюб Смоленской волости населяли бывшие государственные крестьяне, русские и малороссы, православные, 2128 мужчин и 1923 женщины, в селе имелись церковь, земская и церковно-приходская школы, почтовое отделение, земская станция, приёмный покой, аптека, работали врач, фельдшер, акушерка, урядник, по воскресеньям проводились базары.

## Физико-географическая характеристика
Село находится в Заволжье, на реке Камелик. Высота центра населённого пункта — 71 метр над уровнем моря. Рельеф местности равнинный. Почвы — тёмно-каштановые.
Село расположено в 300 км по прямой в восточном направлении от областного центра города Саратова. По автомобильным дорогам расстояние до областного центра составляет 350 км, до города Пугачёв — 116 км, до Самары — 180 км.
Климат
Климат умеренный континентальный.
| Показатель              | Янв.  | Фев.  | Март | Апр. | Май  | Июнь | Июль | Авг. | Сен. | Окт. | Нояб. | Дек. | Год |
| ----------------------- | ----- | ----- | ---- | ---- | ---- | ---- | ---- | ---- | ---- | ---- | ----- | ---- | --- |
| Средняя температура, °C | −10,4 | −10,4 | −4,5 | 7,1  | 15,2 | 20,2 | 22,2 | 20,1 | 13,7 | 5,9  | −2,4  | −8,5 | 5,7 |
| Норма осадков, мм       | 44    | 34    | 31   | 27   | 28   | 49   | 40   | 38   | 42   | 40   | 37    | 42   | 452 |
| Источник: .             |       |       |      |      |      |      |      |      |      |      |       |      |     |

Часовой пояс
Село Перелюб, как и вся Саратовская область, находится в часовой зоне МСК+1. Смещение применяемого времени относительно UTC составляет +4:00.

## Население
Динамика численности населения по годам:
| Годы      | 1859 | 1889 | 1897 | 1910 |
| --------- | ---- | ---- | ---- | ---- |
| Население | 981  | 1695 | 3579 | 4051 |

| 1939  | 1959  | 1970  | 1979  | 1989  | 2002  | 2010  |
| ----- | ----- | ----- | ----- | ----- | ----- | ----- |
| 2446  | ↘2413 | ↗4334 | ↗4660 | ↗5161 | ↗5591 | ↘4774 |
| 2021  |       |       |       |       |       |       |
| ↘4575 |       |       |       |       |       |       |

Проживают русские, башкиры.

## Религия
Православные храмы
- Церковь Михаила Архангела

Мечети
- Мечеть

## Известные уроженцы
- Похазников, Пётр Николаевич (1894—1955) — советский военачальник, генерал-майор Михайло Солнцев — создатель ПНК